# Veniamine Bout
Pour les articles homonymes, voir Bout.
Veniamine Bout est un rameur russe né le 1er août 1961 à Léningrad, qui a défendu les couleurs de l'Union soviétique et de l'équipe unifiée.

## Palmarès

### Jeux olympiques
- Jeux olympiques d'été de 1988 à Séoul
  -  Médaille d'argent en huit

### Championnats du monde
- Championnats du monde d'aviron 1985 à Hazewinkel
  -  Médaille d'or en huit

- Championnats du monde d'aviron 1986 à Nottingham
  -  Médaille d'argent en huit

- Championnats du monde d'aviron 1987 à Copenhague
  -  Médaille d'argent en quatre sans barreur